# Playa Cas Abou
Playa Cas Abou (ook: Playa Cas Abao of Bon Bini Beach) is een privéstrand gelegen in het noordwesten van Curaçao bij het dorp Pannekoek.
De plantage Cas Abou bestond al in 1696. Het werd in de jaren 1980 gekocht door een projectontwikkelaar en omgebouwd tot toeristisch resort.
Playa Cas Abou heeft wit zand en helder ondiep water. Het strand heeft de beschikking over restaurants, bars, en omkleedruimtes. Er zijn duikscholen aan het strand gevestigd. Voor snorkelen is het minder geschikt, omdat er geen koraal is en daarom weinig vissen rondzwemmen. Het is de locatie waar de soapserie Bon bini beach werd opgenomen.

## Galerij

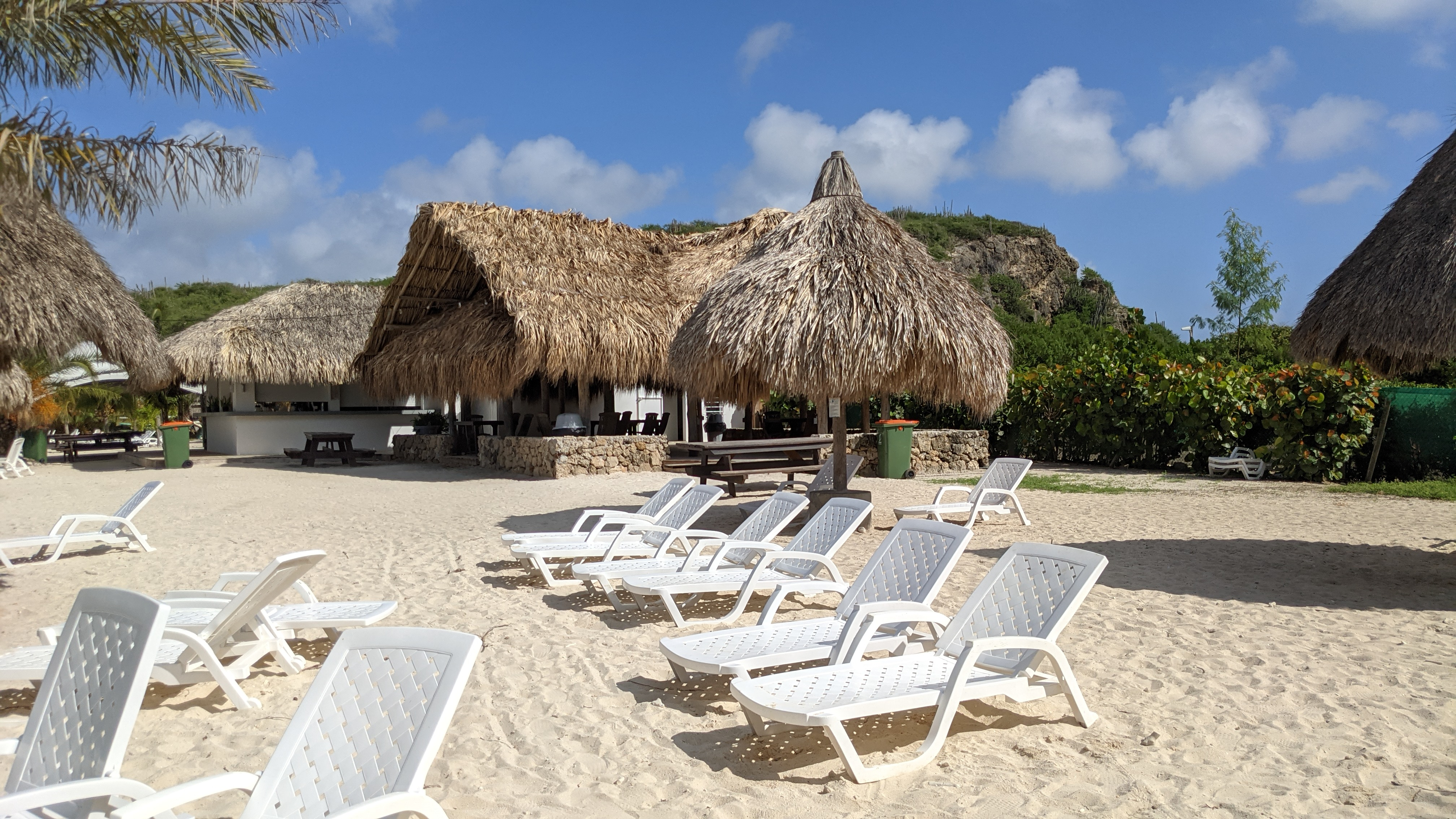
Strandstoelen
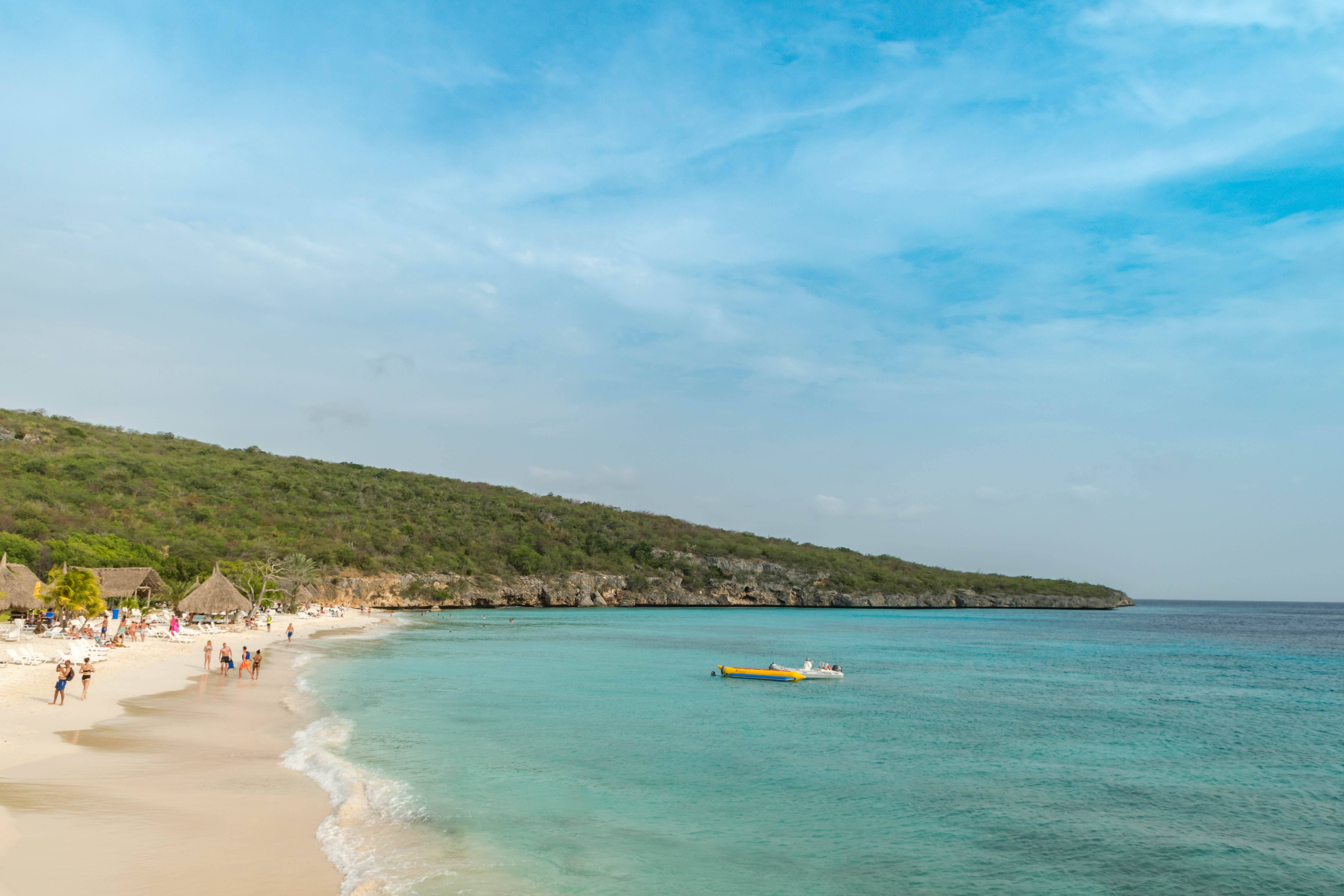
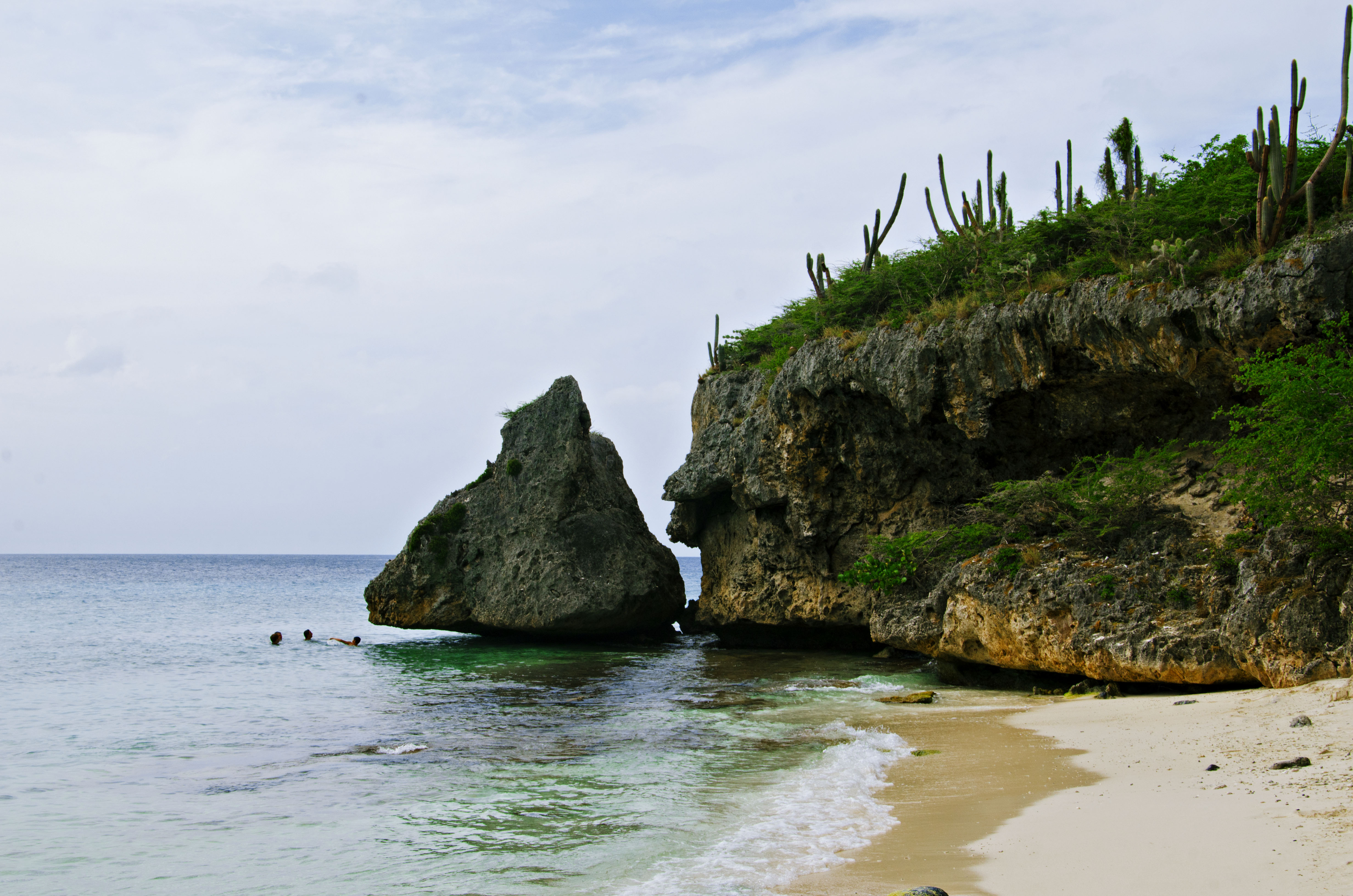